# L'Homme à l'héliotrope
Pour plus de détails, voir Fiche technique et Distribution.
L'Homme à l'héliotrope (titre original : Forgotten Faces) est un film américain en noir et blanc réalisé par Ewald André Dupont, sorti en 1936.
Le film est considéré comme perdu.
Il s’agit du remake du film de 1928 de Victor Schertzinger.

## Synopsis
Harry Ashton est un propriétaire de maison de jeu  superstitieux : il a pour porte-bonheur des brins de fleurs d'héliotrope. Il surprend un jour sa femme Cleo avec un autre homme. Harry lui tire dessus et emmène sa fille de 18 mois, Sally, chez son meilleur ami, le sergent Donovan pour trouver un bon foyer à sa fille. Harry se rend à la justice et est condamné à la prison à vie. Dix-sept ans s’écoulent. Cleo est sur le point de perdre son travail de danseuse de spectacle grivois. Elle décide de faire chanter les dévoués parents adoptifs de Sally, les McBride. Harry l’apprend et promet à son directeur de prison que pendant sa libération conditionnelle, il protégera Sally. Harry prend la place du majordome des McBride et découvre une lettre de Cleo dans laquelle elle demande à rencontrer les McBride. Harry se présente au rendez-vous à la place des McBride. Cleo et lui commencent à se disputer.

## Fiche technique
- Titre : L'Homme à l'héliotrope
- Titre original : Forgotten Faces
- Réalisation : Ewald André Dupont
- Scénario : Brian Marlow, Marguerite Roberts et Robert Yost, d'après l'histoire de Richard Washburn Child A Whiff of Heliotrope
- Directeur de la photographie : Theodor Sparkuhl
- Musique : Gerard Carbonara, Friedrich Hollaender, John Leipold
- Montage : Eda Warren
- Production : A.M. Botsford
- Société de production : Paramount Pictures
- Pays d'origine :  États-Unis
- Langue : anglais
- Format : noir et blanc — 35 mm — 1,37:1 — son : Mono
- Genre : Film dramatique
- Durée : 71 min
- Dates de sortie :
  -  États-Unis : 15 mai 1936
  -  France : 11 septembre 1936

## Distribution
- Herbert Marshall : Harry Ashton
- Gertrude Michael : Cleo Ashton
- James Burke : Johnny Donovan
- Robert Cummings : Clinton Faraday
- Betty Jane Rhodes : Sally McBride
- Robert Gleckler : Mike Davidson
- Arthur Hohl : Hi-Jack Eddie
- Alonzo Price : Warden Davis
- Pierre Watkin : M. McBride
- Alan Edwards : Steve Deland
- Dora Clement : Mme McBride
- Elizabeth Russell : la jeune femme
- Robert Emmett Keane : Fields
- Emmett Vogan : le secrétaire